# Francavilla di Sicilia
Francavilla di Sicilia település Olaszországban, Szicília régióban, Messina megyében. Lakosainak száma 3543 fő (2023. január 1.). Francavilla di Sicilia Castiglione di Sicilia, Malvagna, Motta Camastra, Tripi, Antillo, Fondachelli-Fantina, Montalbano Elicona és Novara di Sicilia községekkel határos.

## Népesség
A település lakossága az elmúlt években az alábbi módon változott:
| Lakosok száma | 3929 | 3854 | 3543 |
|               | 2017 | 2018 | 2023 |